# Monedas de euro de San Marino
El euro (EUR o €) es la moneda oficial de las instituciones de la Unión Europea desde 1999, cuando sustituyó al ECU, de los Estados que pertenecen a la eurozona y de los micro-Estados europeos con quienes la Unión tiene acuerdos al respecto. También es utilizado de facto en Montenegro y Kosovo. Las monedas de euro están diseñadas de tal manera que en su anverso muestran un diseño específico del Estado emisor mientras que en su reverso muestran un diseño común.
Si bien San Marino no pertenece a la eurozona, usa el euro y acuña sus propias monedas desde su creación en virtud de un acuerdo firmado con Italia a título de la Unión Europea. Este acuerdo fue renegociado con la Unión Europea y entró en vigor el 1 de agosto de 2012.
En 2007, el lado común de las monedas de euro cambió. En las monedas de euro de San Marino (así como en las de Austria, Ciudad del Vaticano, Italia y Portugal) el cambio se hizo en 2008.

## Diseño regular
Las monedas de euro sanmarinenses fueron diseñadas por el artista Frantisek Chochola y representan la historia y los monumentos de la pequeña república. En cada moneda se encuentran la insignia “San Marino” y la letra “R” por el sitio de acuñación en Roma (Istituto Poligrafico e Zecca dello Stato). Asimismo se encuentran también las letras “Ch” por la inicial del diseñador y “ELF” por el grabador (Ettore Lorenzo Frapiccini).
| Motivos de las monedas de 1 cts                                                                           |
| \| \| \| Tercera Torre (Torre Montale) representación que da motivo a las monedas de 1 cts hasta 2016. \| |
| |
| Tercera Torre (Torre Montale) representación que da motivo a las monedas de 1 cts hasta 2016.             |

| Motivos de las monedas de 2 cts                                                                    |
| \| \| \| Estatua de la Libertad representación que da motivo a las monedas de 2 cts hasta 2016. \| |
| |
| Estatua de la Libertad representación que da motivo a las monedas de 2 cts hasta 2016.             |

| Motivos de las monedas de 5 cts                                                                                    |
| \| \| \| Primera Torre (Torre Guaita) representación heráldica que da motivo a las monedas de 5 cts hasta 2016. \| |
| |
| Primera Torre (Torre Guaita) representación heráldica que da motivo a las monedas de 5 cts hasta 2016.             |

| Motivos de las monedas de 10 cts                                                             |
| \| \| \| Basílica de San Marino representación motivo a las monedas de 10 cts hasta 2016. \| |
|                                                                                              |
| Basílica de San Marino representación motivo a las monedas de 10 cts hasta 2016.             |

| Motivos de las monedas de 20 cts                                                                      |
| \| \| \| Marino diácono representación heráldica que da motivo a las monedas de 20 cts hasta 2016. \| |
| |
| Marino diácono representación heráldica que da motivo a las monedas de 20 cts hasta 2016.             |

| Motivos de las monedas de 50 cts                                                                                     |
| \| \| \| Las tres torres de San Marino representación heráldica que da motivo a las monedas de 50 cts hasta 2016. \| |
| |
| Las tres torres de San Marino representación heráldica que da motivo a las monedas de 50 cts hasta 2016.             |

| Motivos de las monedas de 1 euro                                                                     |
| \| \| \| Escudo de San Marino representación heráldica motivo a las monedas de 1 euro hasta 2016. \| |
| |
| Escudo de San Marino representación heráldica motivo a las monedas de 1 euro hasta 2016.             |

| Motivos de las monedas de 2 euro                                                       |
| \| \| \| Palazzo Pubblico representación motivo a las monedas de 2 euro hasta 2016. \| |
|                                                                                        |
| Palazzo Pubblico representación motivo a las monedas de 2 euro hasta 2016.             |

En 2017, tras los quince años que como mínimo deben transcurrir para variar los diseños utilizados en las caras nacionales de las monedas de euro normales (a no ser que cambie el jefe de Estado al que hagan referencia o debido a modificaciones necesarias para evitar la falsificación), comenzó a acuñarse una nueva serie de monedas.
| Motivos de las monedas de 1 cts                                                                            |
| \| \| \| Escudo de San Marino representación heráldica que da motivo a las monedas de 1 cts desde 2017. \| |
| |
| Escudo de San Marino representación heráldica que da motivo a las monedas de 1 cts desde 2017.             |

| Motivos de las monedas de 2 cts                                                                 |
| \| \| \| San Marino (ciudad) representación que da motivo a las monedas de 2 cts desde 2017. \| |
|                                                                                                 |
| San Marino (ciudad) representación que da motivo a las monedas de 2 cts desde 2017.             |

| Motivos de las monedas de 5 cts |
| \| [[Archivo:\\|center\\|border\\|250x250px\\|alt=\\| Iglesia de San Quirino representación heráldica que da motivo a las monedas de 5 cts desde 2017. ]] \| \| Iglesia de San Quirino representación heráldica que da motivo a las monedas de 5 cts desde 2017. \| |
| [[Archivo:\|center\|border\|250x250px\|alt=\| Iglesia de San Quirino representación heráldica que da motivo a las monedas de 5 cts desde 2017. ]] |
| Iglesia de San Quirino representación heráldica que da motivo a las monedas de 5 cts desde 2017. |

| Motivos de las monedas de 10 cts                                                                                |
| \| \| \| Iglesia de San Francisco representación heráldica que da motivo a las monedas de 10 cts desde 2017. \| |
| |
| Iglesia de San Francisco representación heráldica que da motivo a las monedas de 10 cts desde 2017.             |

| Motivos de las monedas de 20 cts                                                                |
| \| \| \| Monte Titano representación monte que da motivo a las monedas de 20 cts desde 2017. \| |
|                                                                                                 |
| Monte Titano representación monte que da motivo a las monedas de 20 cts desde 2017.             |

| Motivos de las monedas de 50 cts |
| \| [[Archivo:\\|center\\|border\\|250x250px\\|alt=\\| Retrato de San Marino del artista de finales del siglo XIX Emilio Retrosi. representación heráldica que da motivo a las monedas de 50 cts desde 2017. ]] \| \| Retrato de San Marino del artista de finales del siglo XIX Emilio Retrosi. representación heráldica que da motivo a las monedas de 50 cts desde 2017. \| |
| [[Archivo:\|center\|border\|250x250px\|alt=\| Retrato de San Marino del artista de finales del siglo XIX Emilio Retrosi. representación heráldica que da motivo a las monedas de 50 cts desde 2017. ]] |
| Retrato de San Marino del artista de finales del siglo XIX Emilio Retrosi. representación heráldica que da motivo a las monedas de 50 cts desde 2017. |

| Motivos de las monedas de 1 euro                                                                                |
| \| \| \| Segunda Torre (Torre De La Fratta) representación que da motivo a las monedas de 1 euro desde 2017. \| |
| |
| Segunda Torre (Torre De La Fratta) representación que da motivo a las monedas de 1 euro desde 2017.             |

| Motivos de las monedas de 2 euro |
| \| \| \| El retrato de San Marino por Giovanni Battista Urbinelli representación heráldica que da motivo a las monedas de 2 euro desde 2017. \| |
| |
| El retrato de San Marino por Giovanni Battista Urbinelli representación heráldica que da motivo a las monedas de 2 euro desde 2017.             |

| € 0,01                           | € 0,02                                                  | € 0,05                                                                                    |
| -------------------------------- | ------------------------------------------------------- | ----------------------------------------------------------------------------------------- |
|                                  |                                                         |                                                                                           |
| La Tercera Torre (Torre Montale) | La Estatua de la Libertad del escultor Stefano Galletti | La Primera Torre (Torre Guaita)                                                           |
| € 0,10                           | € 0,20                                                  | € 0,50                                                                                    |
|                                  |                                                         |                                                                                           |
| La Basílica de San Marino        | Pintura de San Marino diácono por Guercino              | Las tres torres de San Marino: Guaita, De La Fratta y Montale                             |
| € 1,00                           | € 2,00                                                  | 2 € (canto)                                                                               |
|                                  |                                                         |                                                                                           |
| El Escudo de San Marino          | El Palacio de Gobierno (Palazzo Pubblico)               | El borde muestra la secuencia "2 ★ ★" seis veces alternándose hacia arriba y hacia abajo. |

## Cantidad de piezas acuñadas
Las monedas de euro de San Marino son acuñadas por Italia.
|      | €0.01 | €0.02 | €0.05 | €0.10 | €0.20 | €0.50 | €1.00 | €2.00 |
| ---- | ----- | ----- | ----- | ----- | ----- | ----- | ----- | ----- |
| 2002 |       |       |       |       |       |       |       |       |
| 2003 |       |       |       |       |       |       |       |       |
| 2004 |       |       |       |       |       |       |       |       |
| 2005 |       |       |       |       |       |       |       |       |
| 2006 |       |       |       |       |       |       |       |       |
| 2007 |       |       |       |       |       |       |       |       |
| 2008 |       |       |       |       |       |       |       |       |
| 2009 |       |       |       |       |       |       |       |       |
| 2010 |       |       |       |       |       |       |       |       |
| 2011 |       |       |       |       |       |       |       |       |
| 2012 |       |       |       |       |       |       |       |       |
| 2013 |       |       |       |       |       |       |       |       |
| 2014 |       |       |       |       |       |       |       |       |
| 2015 |       |       |       |       |       |       |       |       |

## Monedas conmemorativas en euro de San Marino
Para más información, véase monedas conmemorativas de 2 euros.
| Año  | Motivo | Emisión | Imagen |
| ---- | --- | ------- | ------ |
| 2004 | Bartolomeo Borghesi Las doce estrellas de la Unión Europea y el año de emisión 2004 rodean el diseño en el anillo exterior de la moneda. En la parte interior aparece el busto del numismático y epigrafista Bartolomeo Borghesi, fallecido en San Marino. A la izquierda del busto figura la inscripción BARTOLOMEO BORGHESI, así como la marca de ceca R y las iniciales del grabador E.L.F. La inscripción SAN MARINO aparece a la derecha del busto. |         |        |
| 2005 | Año Mundial de la Física En la parte interna de la moneda, una interpretación libre del cuadro alegórico La Física Antica, representando a Galileo. En la ilustración, sobre un escritorio bajo un globo terráqueo, el año de acuñación 2005. A la izquierda de la imagen, la marca de ceca R. A la derecha, las iniciales de la grabadora LDS (Luciana de Simoni). En la zona superior, las palabras SAN MARINO formando un semicírculo, y en la zona inferior, las palabras ANNO MONDIALE DELLA FISICA («AÑO MUNDIAL DE LA FÍSICA»). En el anillo exterior aparecen las doce estrellas de la Unión. Entre las estrellas, partes de un átomo estilizado recubren toda la moneda. |         |        |
| 2006 | V centenario de la muerte de Cristóbal Colón La moneda muestra un retrato de Cristóbal Colón y una representación de las tres carabelas; sobre el retrato figuran la inscripción SAN MARINO y una rosa de los vientos; en el centro, la marca de ceca R; debajo, las fechas 1506 - 2006 en un pergamino, así como las iniciales de la grabadora LDS. En el anillo exterior, las doce estrellas de la bandera europea rodean el diseño. |         |        |
| 2007 | Bicentenario del nacimiento de Giuseppe Garibaldi La zona interior de la moneda representa un retrato de Giuseppe Garibaldi. La inscripción SAN MARINO y el año de acuñación 2007 están grabados en el borde a los lados izquierdo y derecho respectivamente. La marca de ceca R y las iniciales del artista, E.L.F., aparecen en el lado izquierdo de la zona interior. Las doce estrellas de la Unión figuran en el anillo exterior de la moneda. |         |        |
| 2008 | Año europeo del diálogo intercultural La parte interior de la moneda representa las diferentes culturas de las cinco regiones del continente europeo, simbolizadas por cinco siluetas humanas y los textos sagrados de diferentes comunidades. En la parte superior aparece el texto SAN MARINO y el año de acuñación 2008; en la inferior, ANNO EUROPEO DEL DIALOGO INTERCULTURALE («AÑO EUROPEO DEL DIÁLOGO INTERCULTURAL»). Aparecen también la marca de ceca R (Roma) y la marca de grabador E.L.F (Ettore Lorenzo Frapiccini). |         |        |
| 2009 | Año Europeo de la Creatividad y la Innovación La parte interior de la moneda muestra objetos que representan la investigación científica: un libro, un compás, una probeta y un matraz. A la izquierda se ven las tres plumas emblemáticas de la República de San Marino, y a la derecha la marca de ceca R y el año de emisión 2009. La leyenda sobre el dibujo reza CREATIVITA' INNOVAZIONE («CREATIVIDAD INNOVACIÓN»), y debajo del dibujo aparece el nombre del país emisor (SAN MARINO) junto con las iniciales de la diseñadora A.M. (por Annalisa Masini). En el anillo exterior se muestran las doce estrellas de la bandera europea.                                     |         |        |
| 2010 | Quinto centenario del fallecimiento de Sandro Botticelli En esta moneda se muestra un detalle de una de las tres Gracias, representadas en la Primavera de Botticelli. Vemos en la parte superior el año 2010, a la izquierda el nombre de la nación emisora (SAN MARINO) y la marca de ceca R (Roma) y a la derecha la inicial m del autor, Roberto Mauri. En la parte exterior de la moneda vemos las doce estrellas de la Unión. |         |        |
| 2011 | Quinto centenario del nacimiento de Giorgio Vasari |         |        |
| 2012 | X Aniversario de la puesta en circulación de los billetes y monedas en euros |         |        |
| 2013 | 500 Aniversario de la muerte de Pinturicchio |         |        |
| 2014 | 500.º Aniversario de la muerte de Donato Bramante |         |        |
| 2014 | 90.º Aniversario de la muerte de Giacomo Puccini |         |        |
| 2015 | 750 aniversario del nacimiento de Dante Alighieri |         |        |
| 2015 | 25 Aniversario de la Reunificación de Alemania |         |        |
| 2016 | 550 Aniversario de la Muerte de Donatello |         |        |
| 2016 | 400 Aniversario de la Muerte de William Shakespeare |         |        |
| 2017 | 750.º Aniversario del Nacimiento de Giotto |         |        |
| 2017 | Año Internacional del Turismo Sostenible para el Desarrollo |         |        |
| 2018 | 500.º aniversario del nacimiento de Tintoretto |         |        |
| 2018 | 420.º aniversario del nacimiento de Gian Lorenzo Bernini |         |        |
| 2019 | 550.º aniversario de la muerte de Filippo Lippi. |         |        |
| 2019 | 500.º aniversario de la muerte de Leonardo da Vinci |         |        |
| 2020 | 500.º aniversario de la muerte de Rafael Sanzio |         |        |
| 2020 | 250.º aniversario de la muerte de Giambattista Tiepolo |         |        |
| 2021 | 450.º aniversario del nacimiento de Caravaggio |         |        |
| 2021 | 550.º aniversario del nacimiento de Alberto Durero |         |        |
| 2022 | 530.º aniversario de la muerte de Piero Della Francesca |         |        |
| 2022 | Bicentenario de la muerte de Antonio Canova |         |        |

60 aniversario de la muerte de Albert Einstein era el tema de una de las monedas de 2015 pero fue anunciado que se cambiaría sin especificar el porqué.

## Escudo
Por otra parte, en el acuerdo monetario de San Marino con Italia, posteriormente renegociado directamente con la Unión Europea, se establece el derecho de la República de San Marino a continuar emitiendo monedas de colección denominadas en scudi. Estas monedas no tendrán curso legal en la Unión Europea.